# دیار خودرو
شرکت سازه‌های خودرو دیار یک شرکت تولیدکننده خودرو ایرانی است. این شرکت در سال ۱۳۷۹ با سرمایه‌گذاری ۲۵ شرکت قطعه ساز برای تولید قطعات پرسی بدنه خودرو در شهرک صنعتی سایپا گلپایگان (شهرک صنعتی شماره ۲ گلپایگان) تأسیس شده‌است.
کارخانه دیارخودرو در شهرستان گلپایگان در فاصله ۳۸۰ کیلومتری جنوب غربی تهران واقع است. این کارخانه بزرگترین واحد صنعتی و تولید خودرو در شهرستان بوده و اولین خودروسازی در مقیاس انبوه در استان اصفهان می‌باشد. کارخانه در زمینی به مساحت ۱۴ هکتار همراه با آخرین تکنولوژی خط تولید مکانیزه احداث شده‌است.
علاوه بر سالن‌ها و ساختمان‌های احداث شده، کارخانه دیار بیش از ۳۳۰۰ متر مربع سالن در زمینی بالغ بر ۲۰۰۰۰ متر مربع در مناطق مختلف صنعتی شهرستان گلپایگان با عناوین صنایع تولید خودرو و انبارهای قطعات خودرو در تملک خود دارد.

## محصولات
با توافق شرکت سازه‌های خودرو دیار و شرکت گریت وال موتورز، امتیاز تولید وانت با نام تجاری وینگل به صورت تک کابین و دو کابین ۳و۵ به این شرکت واگذار گردید و مقرر گردید تا سالیانه ۵۰۰۰۰ دستگاه از این محصولات توسط شرکت سازه‌های خودرو دیار تولید گردد.
تولید این کارخانه از افتتاح تا کنون در تمامی محصولات به سختی به شش هزار دستگاه در طول هفت سال گذشته می‌رسد.
محصولات این شرکت در حال حاضر شامل سابرینا، هاوال M4، اچ۶، سنوا و چندین مدل ون است که عموماً وارد و به بازار عرضه می‌شود.
این شرکت با همکاری گروه خودروسازی پکن جهت تولید دو خودرو سابرینا (پر قدرت‌ترین 1500cc در ایران) و سنوا (دارای موتور توربو شارژ) در ایران تولید می‌کند.

## نیرو خودرو آسیا
شرکت نیرو خودرو آسیا، مجری فروش و خدمات پس از فروش محصولات شرکت سازه‌های خودرو دیار است که از سال ۱۳۸۴ شروع به فعالیت نموده و پشتیبانی نخستین محصول شرکت سازه‌های خودرو دیار با نام تجاری وانت تک کابین «دییر» را بر عهده داشته‌است؛ و اکنون این شرکت مسئول فروش و خدمات پس از فروش محصولات جدید دیار خودرو نظیر وینگل می‌باشد.

## پیوند
- وبگاه رسمی دیار خودرو
- نیرو خودرو آسیا